# The Gesture of Sound / The Gesture of Colour
The Gesture of Sound / The Gesture of Colour ist ein Musikalbum des Roberto Bonati Chironomic Orchestra. Die am 16. Oktober 2023 in der ehemaligen Abbazia di Valserena im Rahmen des ParmaJazz Frontiere Festival entstandenen Aufnahmen erschienen am 24. Oktober 2024 auf dem Label ParmaFrontiere.

## Hintergrund
Das Chironomic Orchestra ist ein flexibles Ensemble, das unter der Leitung von Roberto Bonati seit 2015 tätig ist. Diese Gruppe freier Improvisatoren bezieht auch Musiker ein, die mit ihm seit mehreren Jahren im Roberto Bonati ParmaFrontiere Orchestra zusammen wirken.
Mit Improvised Chironomy bezeichnet Bonati sein gestisches Vokabular für die Leitung von Orchesterimprovisationen, das als Erweiterung aus dem Dirigieransatz des afroamerikanischen Trompeters und Komponisten Lawrence „Butch“ Morris entstanden ist. Man könnte Bonatis Vorgehensweise als spontane Komposition bezeichnen und ihr Ergebnis anhand der Klangwelt der europäischen Avantgarde zeitgenössischer Musik um Luciano Berio, Pierre Boulez, Luigi Nono und andere beschreiben. Die Live-Aufführung in der Abtei Valserena bei Parma beinhaltete Live-Zeichnungen von Henning Bolte, wobei die Bilder auf die Leinwand hinter den Interpreten projiziert wurden. Die Musik und die Reaktion des Publikums darauf wurden damals sowohl vom Ort als auch von den von Bolte geschaffenen Bildern geprägt.

## Titelliste
- Roberto Bonati Chironomic Orchestra: The Gesture of Sound The Gesture of Colour (ParmaFrontiere PF-CD01)[2]

1. The Gesture of Sound The Gesture of Colour 57:12

## Rezeption

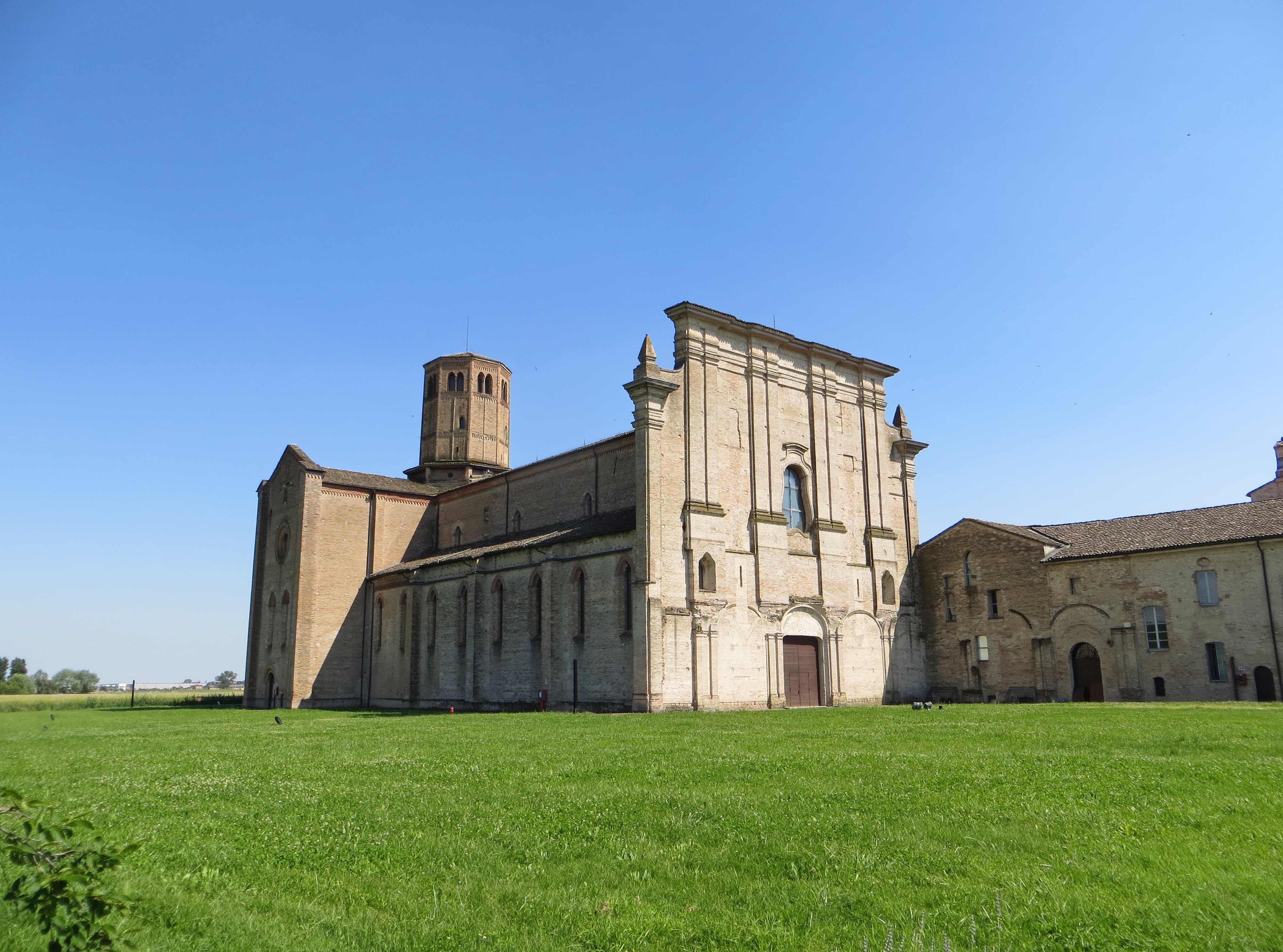
Die Abbazia di Valserena bei Parma, Ort der Aufnahme

Nach Ansicht von Duncan Heining, der das Album in All About Jazz mit der Höchstnote von fünf Sternen auszeichnete, könne man sich einfach in den hier dargebotenen Klangfarben und Texturen verlieren, und der Hörer sei dazu vielleicht auch gerne bereit. Diese Musik klinge erstaunlich, und wenn man erfahren würde, sie sei durchkomponiert, wäre das nicht verwunderlich. Dass sie jedoch erst während der Aufführung entstand, sei eine ganz andere Sache. Diese Musik würde zutiefst bewegend klingen. Sie wirke zugleich alt und modern und erzähle von Musik aus Vergangenheit und Gegenwart. Niemand sonst als Bonati hätte diese Musik schaffen können, die ebenso sehr seine ästhetische und ethische Vorstellungskraft widerspiegelt wie die Arbeit mit dem ParmaFrontiere und anderen Orchestern.
The Gesture of Sound/The Gesture of Colour sei geprägt von Bonatis Persönlichkeit, seiner Wärme, Freundlichkeit und Großzügigkeit, aber auch seiner Fähigkeit, „die Dunkelheit zu umarmen“, so Heining weiter. Man könne sich ein mittelalterliches Mysterienspiel oder Ritual vorstellen, dessen Bedeutung zwar dem Zuschauer verborgen, aber irgendwie spürbar ist. Diese Musik sei ebenso von Intuition wie von bewusster Absicht geprägt. Um ein Wort aus der Filmtheorie zu verwenden: Bonati sei in diesem Kontext ein Autor, ein leuchtendes Vorbild, der jedoch auf seine Musiker/Schauspieler angewiesen ist, um das Endergebnis zu realisieren. Diese Musik würde aus den komplexen Beziehungen zwischen Bonati und den Mitgliedern des Chironomic Orchestra entstehen, individuell und kollektiv. Sie sei atemberaubend schön.